# おまかせスクラッパーズ
『おまかせスクラッパーズ』 は、1994年から1995年にNHKBS2の衛星アニメ劇場枠内で放送されたテレビアニメ作品。1995年から1996年にはNHK教育テレビでも放送された。映像ソフト化については、VHS版がリリースされたが、現在は全て廃盤となっており、DVD版・Blu-ray版はリリースされていない。

## あらすじ
時は宇宙時代。人々は「ワークボット」と呼ばれる生活支援アンドロイドと共に、平和な日々を過ごしていた。そんな中、旧式ワークボット達で結成された便利屋があった。その会社は、宇田商会。彼らは、引っ越しの手伝いからアイドルの護衛まで、何でもこなす。
しかし、この宇田商会の旧式ワークボット達は、時には最新式のワークボット達に圧され気味になることがあり、その時は子供でありながら、専務を務める宇田宙介が立ち上がる。

## 登場人物
宇田宙介
声 - 松岡洋子
シャッキー
声 - 平松晶子
橘さゆり
声 - 日髙のり子
野原先生、スプリンガ
声 - 荒川太朗
デンQ、成増
声 - 小野坂昌也
虫虫
声 - 高田由美
ニッカド、ジェントル
声 - 千葉繁
宇田恵子、クリック
声 - 井上喜久子
宇田ユキ、ジュースケ
声 - 木藤聡子
警察署長
声 - 梅津秀行
日間梨社長
声 - 江原正士

## スタッフ
- 原作 - モンキー・パンチ（「ロボット球団ガラクターズ」より）
- 監督 - 大庭秀昭
- シリーズ構成 - 星山博之
- キャラクターデザイン - 青木悠三
- 美術監督 - 勝又激
- 音響監督 - 太田克己
- 音楽 - 小野浩次
- アニメーションプロデューサー - 菅谷信行
- プロデューサー - 田村洋、末川研
- アニメーション制作 - ACCプロダクション、ジェイ・シー・エフ
- アニメーション協力 - 国際メディアコーポレーション、C.P.S.
- 制作統括 - 伊原英夫、茂手木秀樹
- 製作 - NHK（共同制作・NHKエンタープライズ21）

## 主題歌
- OPテーマ「Midnight Jungle」
- EDテーマ「ミス・ロンリー・ハート」

作詞 - 高橋研 / 作曲 - 矢沢永吉 / 歌 - E.YAZAWA

## 放映リスト
| 話数 | サブタイトル                | 脚本     | 絵コンテ   | 演出       | 作画監督   | 放送日        |
| ---- | --------------------------- | -------- | ---------- | ---------- | ---------- | ------------- |
| 1    | お仕事二つがカッチンコ      | 星山博之 | 大庭秀昭   | 渡辺慎一   | 青木悠三   | 1994年 4月7日 |
| 2    | 絶叫マシンがとまらない!     | 星山博之 | 井硲清高   | 山吉康夫   | 森利夫     | 4月14日       |
| 3    | パニックスーパー25時        | 伊東恒久 | 新田義方   | 新田義方   | 菊池城二   | 4月21日       |
| 4    | おいしい仕事にご用心        | 外池省二 | 櫻井美知代 | 井硲清高   | 櫻井美知代 | 4月28日       |
| 5    | ドッキン!マドンナ登場       | 渡辺麻実 | 芹川有吾   | 浅田裕二   | 杉山東夜美 | 5月5日        |
| 6    | 誰かがビルを狙ってる        | 星山博之 | 奥田誠治   | 奥田誠治   | 敷島博英   | 5月12日       |
| 7    | アイドルのガードはきびしい! | 伊東恒久 | こだま兼嗣 | 青木悠三   | 青木悠三   | 5月19日       |
| 8    | 新しいなかま・シェル        | 渡辺麻実 | 井硲清高   | 井硲清高   | 森利夫     | 5月26日       |
| 9    | お嬢さまはキャンプに夢中    | 外池省二 | 新田義方   | 新田義方   | 菊池城二   | 6月2日        |
| 10   | トレードはつれーぞ          | 山田隆司 | 櫻井美知代 | 櫻井美知代 | 櫻井美知代 | 6月9日        |
| 11   | 宝のありかは宙介のうち?     | 星山博之 | 芹川有吾   | 西本由紀夫 | 敷島博英   | 6月16日       |
| 12   | ショック!マドンナの秘密     | 星山博之 | 奥田誠治   | 奥田誠治   | 杉山東夜美 | 6月23日       |
| 13   | 宙介 月へゆく               | 外池省二 | 吉村文宏   | 吉村文宏   | 内田裕     | 6月30日       |
| 14   | 大ピンチ!お仕事ゼロ         | 山田隆司 | 津田義三   | 岡嶋国敏   | 下坂英男   | 7月7日        |
| 15   | 赤ちゃんパニック            | 渡辺麻実 | 井硲清高   | 浅田裕二   | 森利夫     | 7月14日       |
| 16   | SOSプリンセス号             | 伊東恒久 | こだま兼嗣 | 青木悠三   | 青木悠三   | 7月21日       |
| 17   | 呪われた別荘                | 星山博之 | 新田義方   | 新田義方   | 保田康治   | 7月28日       |
| 18   | 怪盗ルージュ参上!?          | 外池省二 | 津田義三   | 浅見隆司   | 山崎隆生   | 8月4日        |
| 19   | サーカスがやって来た        | 伊東恒久 | こだま兼嗣 | 芹川有吾   | 敷島博英   | 8月11日       |
| 20   | 海底の秘宝を探せ            | 山田隆司 | 櫻井美知代 | 櫻井美知代 | 櫻井美知代 | 8月18日       |
| 21   | 殿下とデンQ                 | 渡辺麻実 | 芹川有吾   | 浅田裕二   | 森利夫     | 8月25日       |
| 22   | ボールズセブンを追え!       | 星山博之 | 奥田誠治   | 上村康宏   | 井上栄作   | 9月1日        |
| 23   | 鉄人レースで賞金ガッポリ    | 伊東恒久 | 酒井伸次   | 木暮輝夫   | 山崎隆生   | 9月8日        |
| 24   | 古代遺跡は謎がいっぱい      | 渡辺麻実 | 澤井幸次   | 栗本宏志   | 杉山東夜美 | 9月15日       |
| 25   | ラブチェックで大ショック!   | 外池省二 | 石山貴明   | 西本由紀夫 | 敷島博英   | 9月22日       |
| 26   | シャッキーにさよならを…     | 伊東恒久 | 渡辺慎一   | 上村康宏   | 三ッ井洋一 | 9月29日       |
| 27   | はるかなる荒野の恐竜        | 星山博之 | 遠藤克己   | 木暮輝夫   | 山崎隆生   | 10月6日       |
| 28   | クリック・スーパー大変身!   | 大庭秀昭 | 浅田裕二   | 浅田裕二   | 森利夫     | 10月13日      |
| 29   | ジェントルはどこへ…         | 渡辺麻実 | 櫻井美知代 | 櫻井美知代 | 櫻井美知代 | 10月20日      |
| 30   | 二人のスプリンガ            | 桜井正明 | 青山弘     | 上村康宏   | 杉山東夜美 | 10月27日      |
| 31   | 激走!成増・大バトル         | 星山博之 | 芹川有吾   | 西本由紀夫 | 敷島博英   | 11月3日       |
| 32   | 原始時代でサッカー勝負      | 大庭秀昭 | 遠藤克己   | 木暮輝夫   | 山崎隆生   | 11月10日      |
| 33   | マンモスGを止めろ!          | 伊東恒久 | 栗本宏志   | 栗本宏志   | 三ッ井洋一 | 11月17日      |
| 34   | タヌキの山の珍騒動          | 渡辺麻実 | 志水淳児   | 西本由紀夫 | 森利夫     | 11月24日      |
| 35   | 宙介・UFO・大ショック!      | 星山博之 | 青山弘     | 上村康宏   | 井上栄作   | 12月8日       |
| 36   | 分裂!スクラッパーズ         | 伊東恒久 | 櫻井美知代 | 櫻井美知代 | 杉山東夜美 | 12月15日      |
| 37   | 挑戦!ワークボットサッカー   | 桜井正明 | 遠藤克己   | 木暮輝夫   | 山崎隆生   | 12月22日      |
| 38   | スプリンガ絶体絶命          | 渡辺麻実 | 渡辺慎一   | 西本由紀夫 | 三ッ井洋一 | 12月29日      |
| 39   | はばたけ!スクラッパーズ     | 星山博之 | 大庭秀昭   | 大庭秀昭   | 敷島博英   | 1995年 1月5日 |